# Maria Gripe
Maria Gripe, de nom de naixement Maja Stina Walter (Vaxholm, Suècia, 25 de juliol de 1923- Rönninge, 5 d'abril de 2007) va ser una escriptora en suec, centrada principalment en la literatura infantil. Fou premiada amb la medalla Hans Christian Andersen.

## Biografia
Gripe va néixer el 25 de juliol de 1923 a la ciutat sueca de Vaxholm, prop d'Estocolm. Va estudiar Filosofia i també Història de les religions a la Universitat d'Estocolm. Després de llicenciar-se, es dedicà a l'ensenyament. Es va casar amb l'il·lustrador i pintor Harald Gripe, que l'impulsà a escriure i més tard il·lustraria molts dels seus llibres. El pare de Gripe, Karl Hugo Walter, fou també escriptor.

## L'obra
Encara que començà escrivint relats de tipus tradicional, sorgits, com ella mateixa deia, de les històries que explicava a sa filla Camila, prompte començà a escriure'n d'altres que treia a la llum l'autoritarisme que s'amagava a la família i a l'escola, i que tractava el món emocional dels infants, cosa que la va fer una de les representants de la tendència antiautoritària a la literatura de la infantesa. Amb un estil exquisit i un llenguatge genuí i simple, afrontà qualsevol tema realista, per molt perillós que pogués semblar, però que preocupava a la infantesa: el fill no desitjat o ignorat, l'alcoholisme, la presó, l'atur, l'enveja, la inadaptació, la mort, la soledat, fets que formen part de la vida quotidiana i amb els quals s'ha d'aprendre a viure o cal superar.
El 5 d'abril de 2007 va morir a casa seva de Rönninge (Suècia) d'una malaltia.
Moltes de les seues obres han estat traduïdes a moltíssims idiomes, entre els quals el català. Llibres fonamentals de Maria Gripe són: Hugo i Josefina (1960), La filla de l'espantall (1963), Els fills del bufador de vidre (1964), la sèrie respecte a Elvis Karlson (1973), L'abric verd (1980), Aquelles blanques ombres al bosc (1983) o Carolín, Berta i les ombres (1985).
Alguns dels seus relats han estat portats al cinema, la televisió o la ràdio. Així per exemple, Hug i Josefina (1967) fou dirigida per Kjell Grede; Elvis, Elvis (1976), per Kay Pollal, Agnes Cecilia (1991) i Els fills del bufador de vidre(1998) dirigides totes dues per Anders Grönors.
De la seva tetralogia de les ombres (1983-1985) es va fer la sèrie de televisió de nou capítols Flickan vid stenbänik (1989), dirigida per Marianne Ahrne. També les novel·les La filla de l'espantall i El papà de nit han estat adaptades a la televisió per Stellan Olsson.

## Reconeixement
El 1974, li fou concedida la medalla Hans Christian Andersen.

## Obres literàries
- Josefina (1961)
- Hug i Josefina (1962)
- La filla de l'espantall (1963), traduït al català (Ed. El Vaixell de vapor)
- Els fills del bufador de vidre (1964), traduït al català (Ed. El Vaixell de vapor)
- En el temps de les campanes (1965)
- Hugo (1965)
- El papà de nit (1968), traduït al català (Editorial Joventut)
- Elvis Karlsson (1972)
- Elvis, Elvis (1973)
- Els escarabats volen al capvespre (1978), traduït al català (Ed. Cruïlla)
- L'abric verd (1980), traduït al català (Ed. Cruilla)
- Agnès Cecília (1981)
- Aquelles blanques ombres al bosc (1983)
- La casa de la Júlia (1984), traduït al català (Editorial Joventut)
- L'ombra sota el banc de pedra (1985)
- Carolín, Berta i les ombres (1985)
- El rei i el cap de turc
- El país del més enllà
- El túnel de cristall
- El país dels somnis
- La nit de l'esternut
- Amb el nas tapat